# Неділка Самійло
Самуїл, у миру Неділка Самійло (? — † по 1769) — ієромонах, іконописець і маляр-портретист другої половини 18 ст.
Був учнем Алімпія Галика в іконописній майстерні Києво-Печерської Лаври. Близько 1754 року працював у Хрестовоздвиженському монастирі в Полтаві. З 1762 призначений «малярським начальником» Софійського монастиря в Києві. Відомі портрети Нектарії (у світі Наталії Долгорукої, тепер у Чернігівському історичному музеї) і Дмитра (1769; в Київському музеї українського мистецтва). Можливо, брав участь у розписах Собору Святої Софії в Києві.